# La Lacte
La Lacte es un caserío peruano ubicado en el distrito de Sondorillo, perteneciente a la provincia de Huancabamba del departamento de Piura, al norte del Perú. 

## Ubicación
La Lacte se ubica al noreste de la provincia de Huancabamba, en el distrito de Sondorillo, en el departamento de Piura.

## Demografía
En 2017 La Lacte tenía una población de 72 habitantes.
| Gráfica de evolución demográfica de La Lacte entre 1993 y 2017 |
|                                                                |
| Fuentes: Población 1993 y 2017                                 |